# 梅里特 (伊利諾伊州)
梅里特（英語：Merritt）是位於美國伊利諾伊州斯科特縣的一個非建制地區。該地的面積和人口皆未知。

## 地理
梅里特的座標為39°42′52″N 90°24′57″W / 39.71444°N 90.41583°W，而該地的平均海拔高度為183米（即600英尺）。